# Utetheisa pulchella
Écaille du myosotis, Gentille
Espèce
Utetheisa pulchella, l'Écaille du myosotis ou la Gentille, est une espèce d'insectes lépidoptères de la famille des Erebidae et du genre Utetheisa. Ce papillon subtropical, présent au Sud de l'Asie et sur l'ensemble du continent africain, se rencontre également en Europe sur le pourtour méditerranéen. Historiquement assez peu représenté en climat continental, il semble s'y propager à la faveur du réchauffement climatique. Sa chenille consomme des plantes de famille des Boraginacées.

## Description
Pour un article plus général, voir Anatomie des lépidoptères.

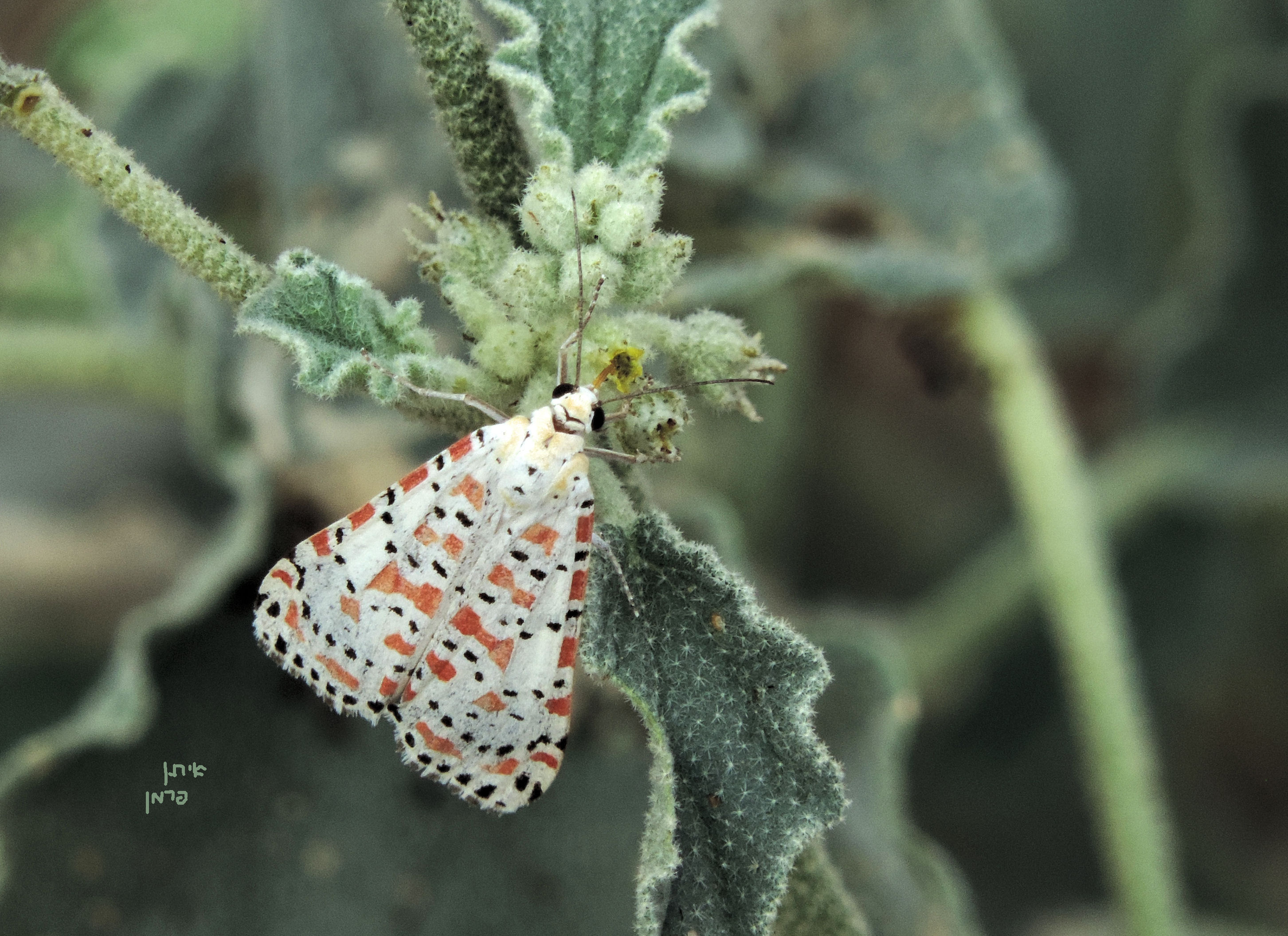
Utetheisa pulchella sur Chrozophora tinctoria.

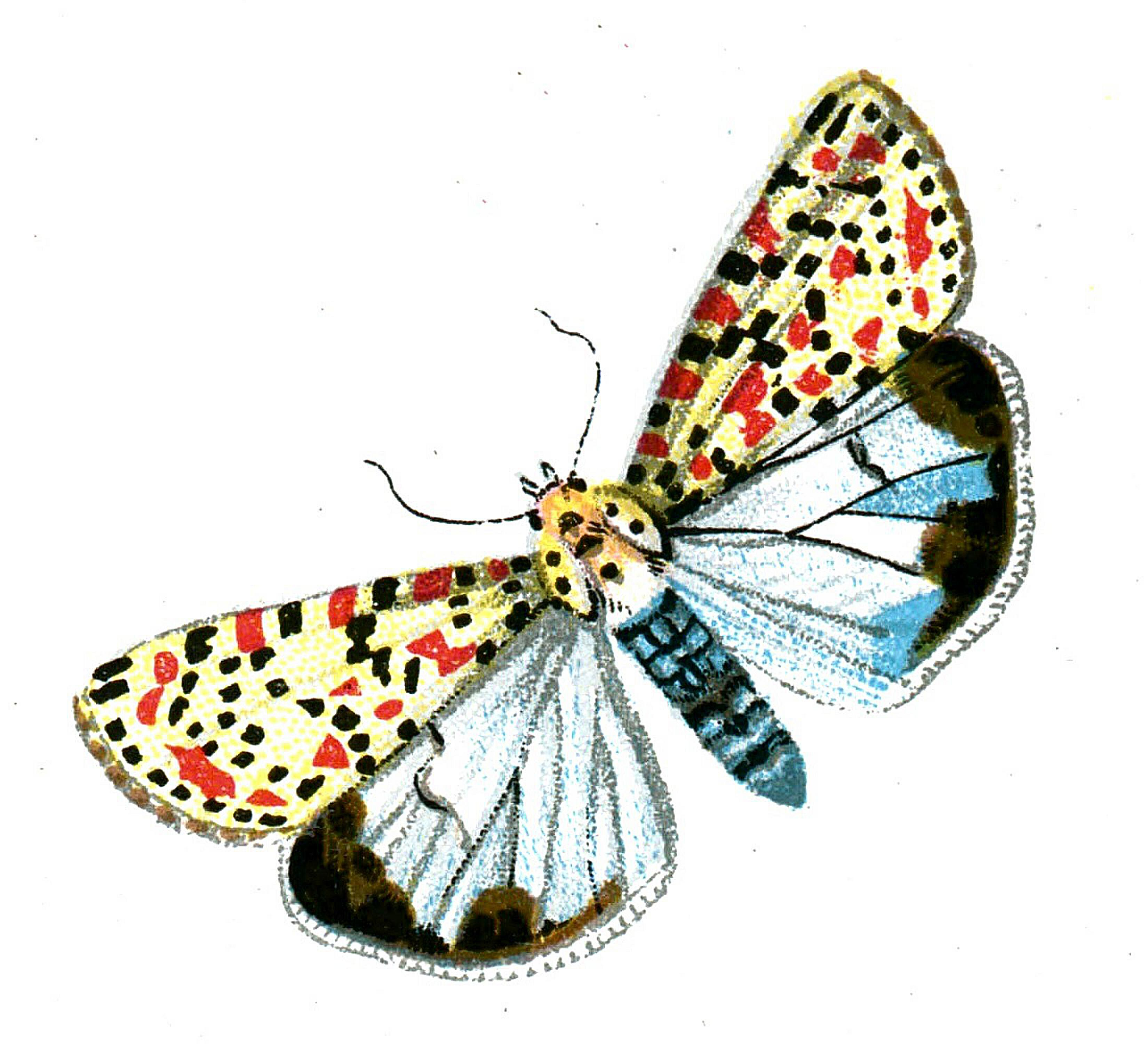
Utetheisa pulchella, ailes déployées.

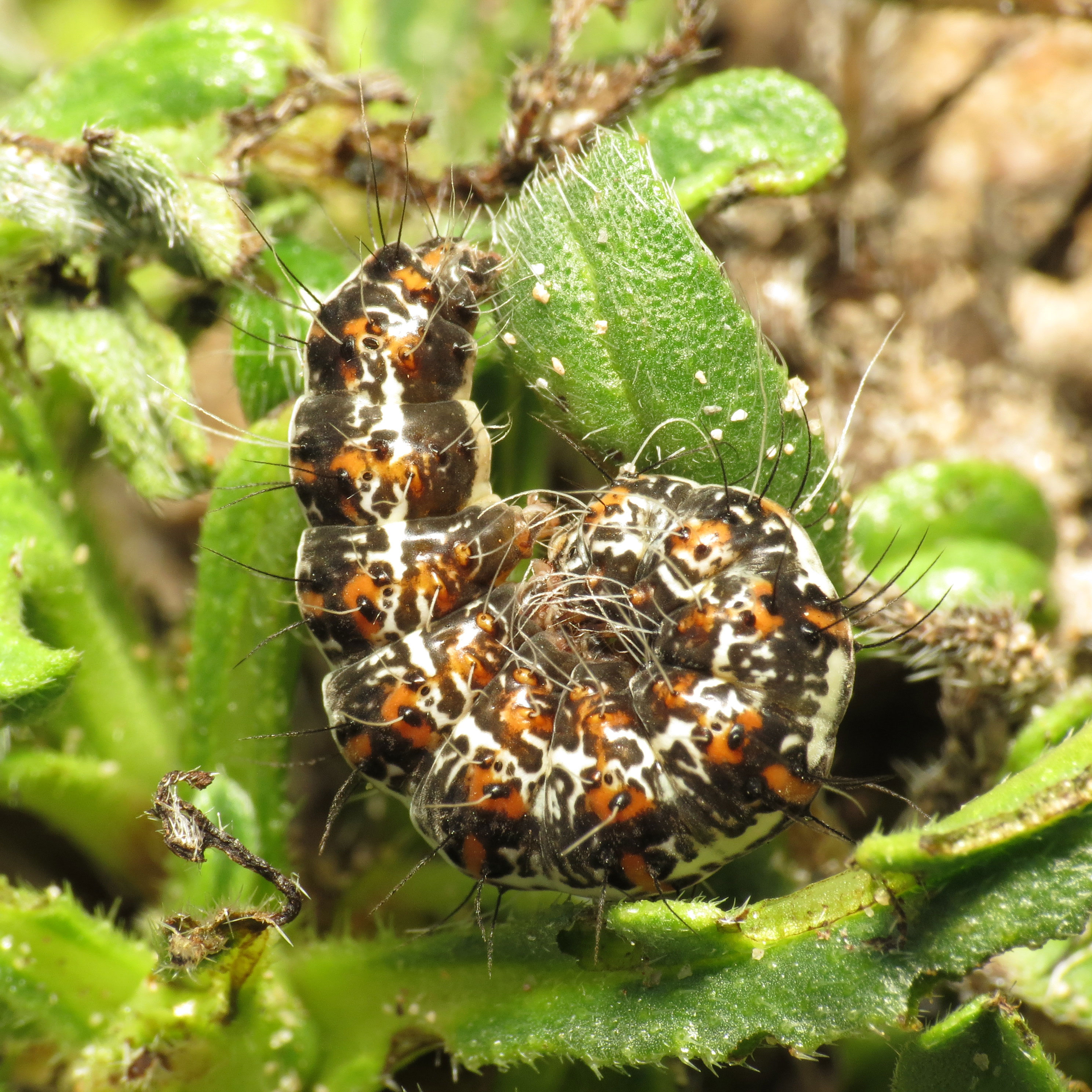
Utetheisa pulchella, chenille.

L'envergure des ailes de l'imago de l'Écaille du myosotis varie de 29 à 42 mm de long. Les ailes antérieures sont étroites, blanches ou crème avec un motif variable de nombreuses petites taches noires situées entre les taches rouge vif de plus grande taille. Parfois, ces taches rouges fusionnent pour former des bandes transversales. Les ailes postérieures sont larges, blanches, avec une bordure noire irrégulière le long du bord extérieur et deux marques noires au milieu de la cellule. La tête et le thorax sont de couleur crème à jaune chamois, avec le même motif que les ailes. Les antennes sont longues et monofiliformes. L'abdomen est lisse et coloré d'un fond blanc,.
La chrysalide est brun rouille rayée de noir.
La chenille est verruqueuse, brun foncé ou grisâtre, munie de touffes de poils grisâtres et ornée d'une ligne transversale orange sur chaque segment, d'une large ligne blanchâtre dorsale et deux autres lignes blanches latérales.

## Écologie et biologie
La chenille se nourrit essentiellement de Boraginacées comme les Myosotis, les Vipérines, les Bouraches, les Héliotropes dont l'Héliotrope d'Europe, les Grémils dont le Grémil officinal ainsi que les afrotropicales Trichodesma dont Trichodesma zeylanicum et les Malvacées du genre Gossypium,.
L'imago de l'Écaille du myosotis vole dans les milieux ouverts secs et bien ensoleillés, plutôt à basse altitude. Il s'aventure jusque dans les milieux cultivés,. 
Une, deux voire trois générations peuvent se succéder en climat méditerranéen à la faveur des chaleurs estivales,. L'espèce hiverne sous forme de chenille en diapause ou de chrysalide sous les feuilles sèches ou dans le sol. En climat tropical, son développement est continu.
En France, l'espèce, dont le cycle de vie se déroule d'avril à novembre, est principalement visible en automne sous ses formes de chenille et d'imago. Bien que ce soit une espèce de papillon de nuit, l'adulte vole de jour comme de nuit,.

## Distribution
L'Écaille du myosotis est une espèce subtropicale qui se rencontre en Afrotropique dans la quasi-totalité des pays de cette écorégion dont Madagascar,, en paléarctique, au sud de l'Asie du Proche-Orient jusqu'au Japon, en Indomalais du Pakistan à l'Indonésie et au nord de l'Australasie,, ainsi qu'autour de la méditerranée en Afrique du Nord et en Europe.
En Europe, cette espèce se reproduit occasionnellement sur le pourtour méditerranéen alors qu'elle fait des incursions migratoires en climats atlantique et continental jusqu'à une limite septentrionale située au sud de l'Irlande, au sud de la Grande Bretagne, aux Pays-Bas, au Danemark et en Biélorussie,,. Il s'agit de la seule espèce européenne du genre Utetheisa. 
Sur ce dernier continent, l'espèce est poussée par les vents du sud chargés de sable du Sahara où elle accompagne par exemple le Gamma, la Noctuelle du Coton, la Spodoptère pygmée, la Phalène sacrée, la Pyrale de la Luzerne et la Pyrale ferrugineuse. Historiquement, soit depuis le milieu du xixe siècle, l'Écaille du myosotis est observée au nord du pourtour méditerranéen par vagues irrégulières sur un petit nombre d'individus. Il semble y avoir une corrélation entre le nombre de ses mentions dans les relevés naturalistes et les années aux vendanges précoces des XIXe et XXe caractérisées par des étés chauds et secs. L'augmentation des données la concernant depuis les années 2000 est attribuée au réchauffement climatique. À ce titre, le nombre conséquent de signalements en automne 2022, une année aux records de températures estivales et automnales ainsi qu'aux vents du sud automnaux puissants, est exceptionnel,.

## Systématique

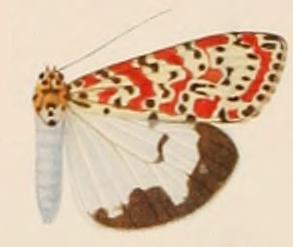
U. pulchella subsp. dilutior

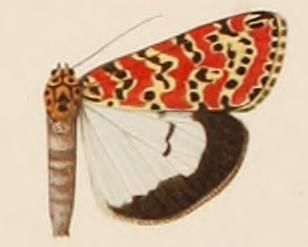
U. pulchella subsp. kallima

### Noms français
Cette espèce porte en français les noms vernaculaires et normalisés Gentille,, et Écaille du myosotis,,.

### Synonymie
Utetheisa pulchella a pour synonymes :
- Deiopeia pulchella (Linnaeus, 1758)
- Lithosia pulchella (Linnaeus, 1758)
- Phalaena pulchella Linnaeus, 1758 (protonyme)

### Sous-espèces
Liste des sous-espèces selon GBIF (29 octobre 2022) :
- Utetheisa pulchella subsp. dilutior Rothschild, 1910 (Angola, Congo)
- Utetheisa pulchella subsp. kallima Swinhoe, 1907 (Angola)
- Utetheisa pulchella subsp. pulchella